# Хроми, Анна
Анна Хроми (чеш. Anna Chromy, 18 июля 1940[…], Чески-Крумлов — 18 сентября 2021, Монако) — чешский художник и скульптор. Первая женщина, награждённая премией Микеланджело — ежегодной премией, присуждаемой скульпторам в Италии (2008).

## Биография
Родилась в Богемии (Чешская Республика), выросла в Австрии, проживала во Франции и работала в Италии. Называла себя квинтэссенцией европейца.
В конце Второй мировой войны семья Анны Хроми переехала из Чехии в Вену, Австрия. Её семья не имела достаточно средств, чтобы Анна могла учиться в школе искусств. Однако, как только она вышла замуж и переехала в Париж, это стало возможным. Она получила образование в Школе изящных искусств. Именно здесь у неё проявился интерес к творчеству Сальвадора Дали и других сюрреалистов, а также стала использовать в живописи мягкую колористику в стиле Уильяма Тёрнера.
После опасной для жизни аварии, которая произошла в 1992 году, Анна Хроми получила тяжелые травмы и не могла писать в течение восьми лет. Она обратила внимание на скульптуру, использую бронзу и мрамор в своей технике.

## Студии
У Анны Хроми есть студия в Пьетразанте, в Тоскане, здесь ей принадлежат и бронзовые литейные цеха Fonderia Artistica Mariani и Massimo Del Chiaro. Над мраморными скульптурами она работает в студии Massimo Galleni в Пьетразанте. Она работает и в Карраре, в студии Микеланджело, принадлежащей Франко Бараттини.

## Работы

### Плащ Мира и Сознания

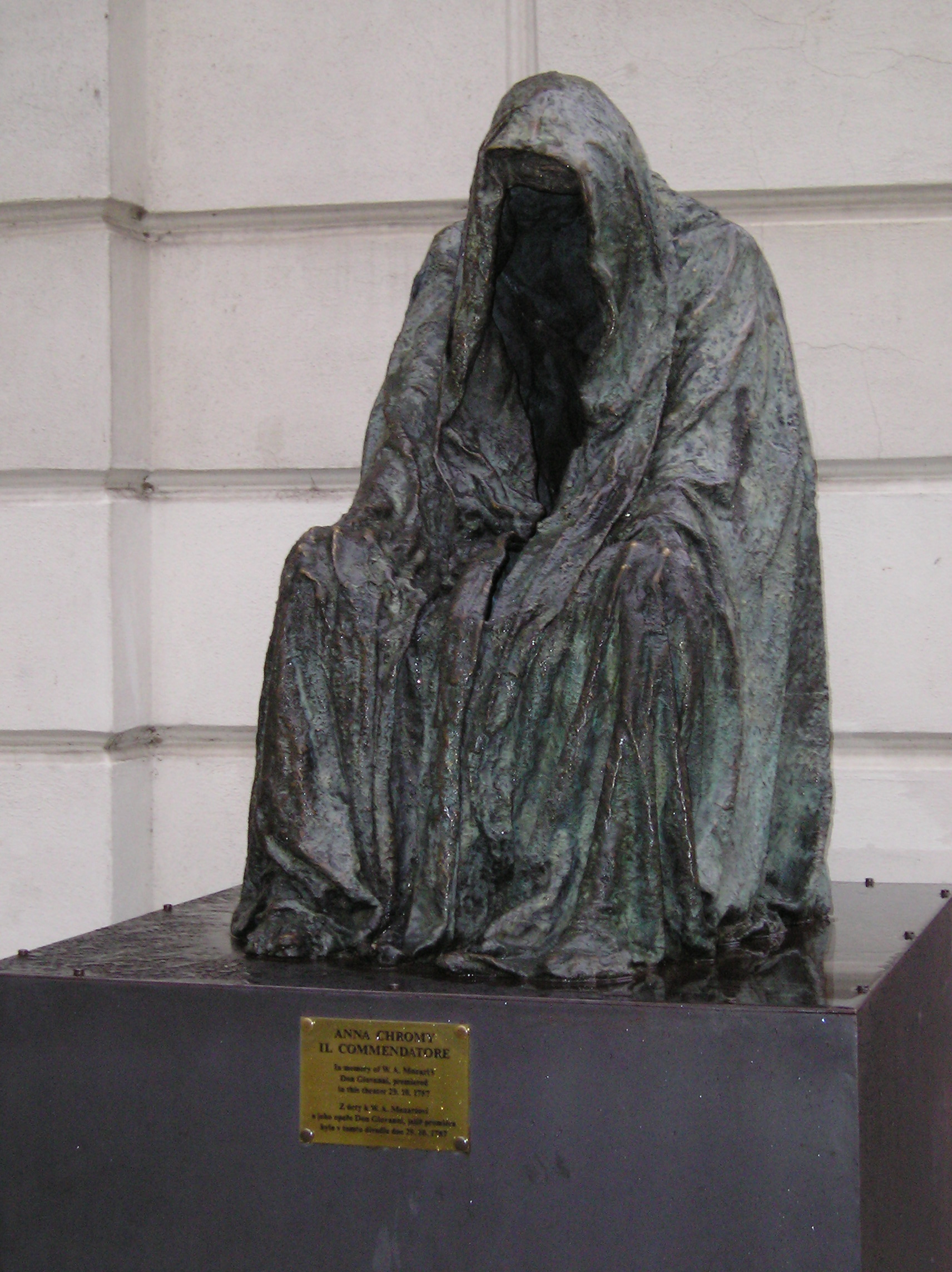
«Командор». Установлен в память о премьере оперы Моцарта «Дон Жуан» 29.10.1787 в Праге

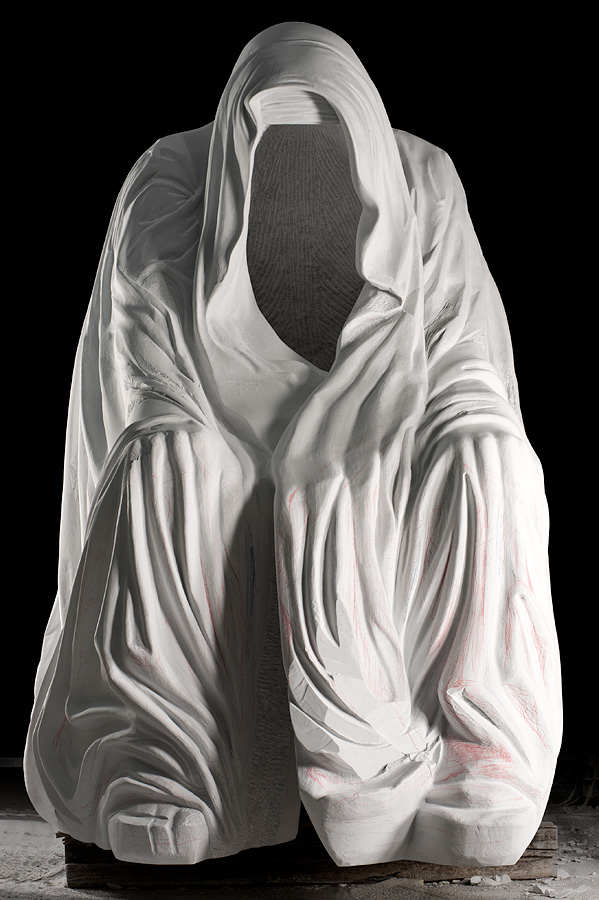
4,5-метровый «Плащ Мира и Сознания »
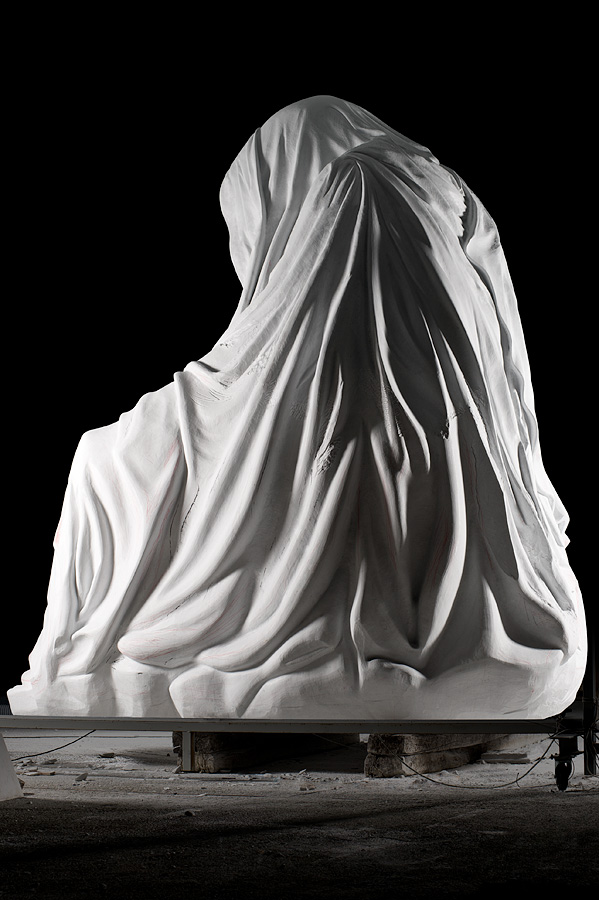
«Плащ Мира и Сознания » весит 45 тонн
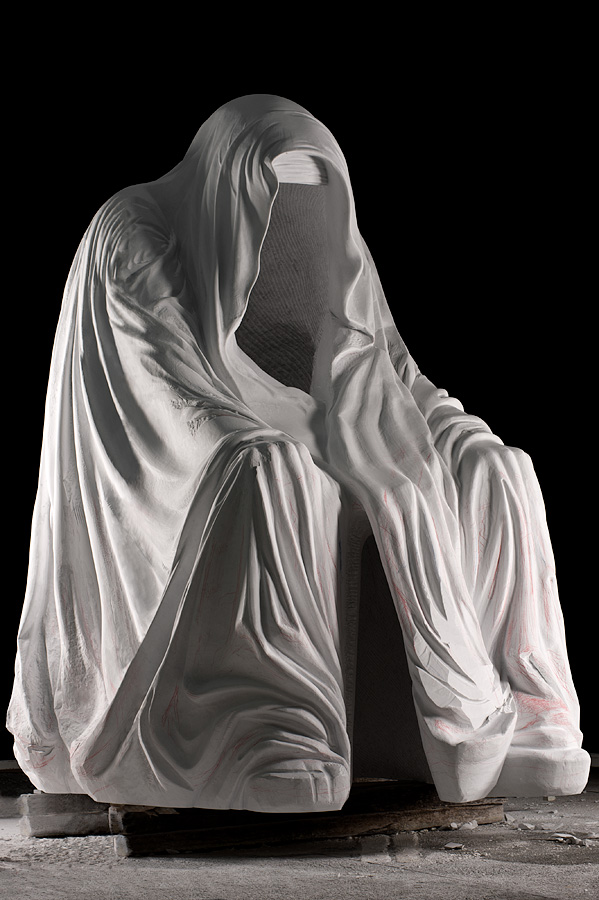
Посетители могут войти внутрь
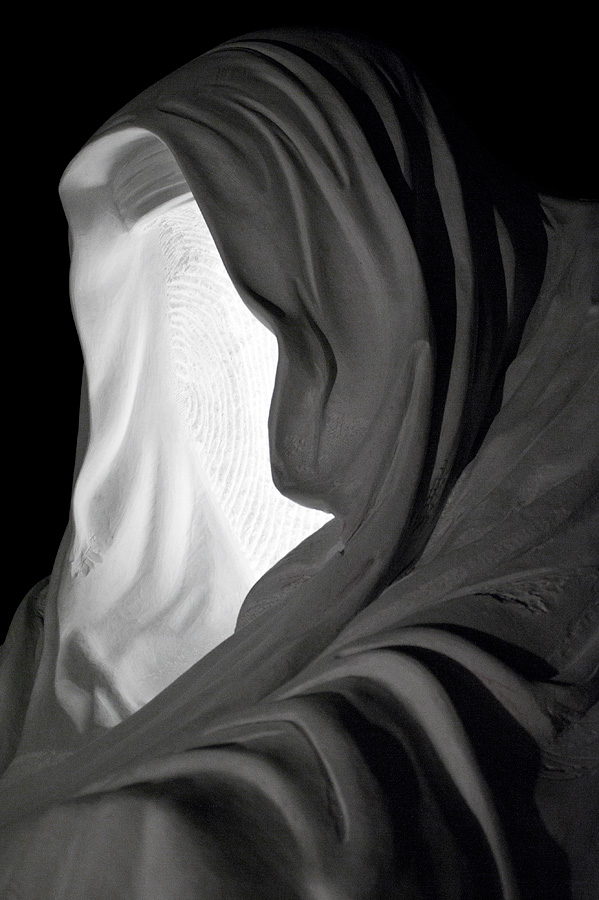
«Плащ Мира и Сознания » крупным планом

Самое известное творение Хроми — пустой плащ, известный как Плащ Мира и Сознания, Pieta, «Командор» и под другими названиями. Скульптуры размещены в Зальцбургском соборе в Австрии, перед Сословным театром в Праге, в Национальном археологическом музее в Афинах и в других местах. За время работы над образом Хроми превратила плащ в часовню высотой около пяти метров, вырезанную из блока белого мрамора весом 200 тонн в пещере Микеланджело в Карраре.
В число других важных работ вошли «Олимпийский Дух», установленный в олимпийской деревне в Лондоне и ожидающий распоряжения нового владельца о месте его постоянной дислокации, «Древо жизни», а также «Европа» — современная интерпретация древнего мифа, которая будет размещена в институции Евросоюза. Анна Хроми — создатель приза Olivier d’Or (Золотое оливковое дерево), который в 2009 году князь Монако Альбер II вручил лауреату Нобелевской премии мира Эли Визелю.

### Олимпийские скульптуры
В 2012 году во время Олимпийских игр в Лондоне «Олимпийский дух» Анны Хроми был установлен в Олимпийской деревне, где жили спортсмены в течение игр. Скульптуру подарил председатель Британской олимпийской ассоциации Колин Мойнихан. Другая скульптура из олимпийской коллекии, «Улисс», установлена в заливе Монако, а «Сизиф» — в Пизанском университете.

### Общественные скульптуры

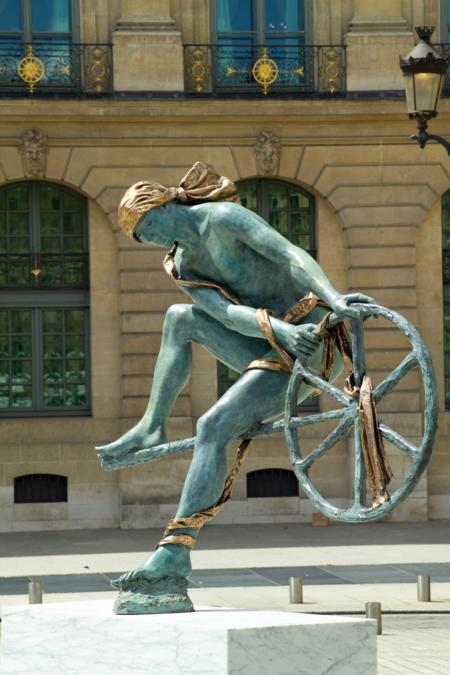
«Улисс» (2000)
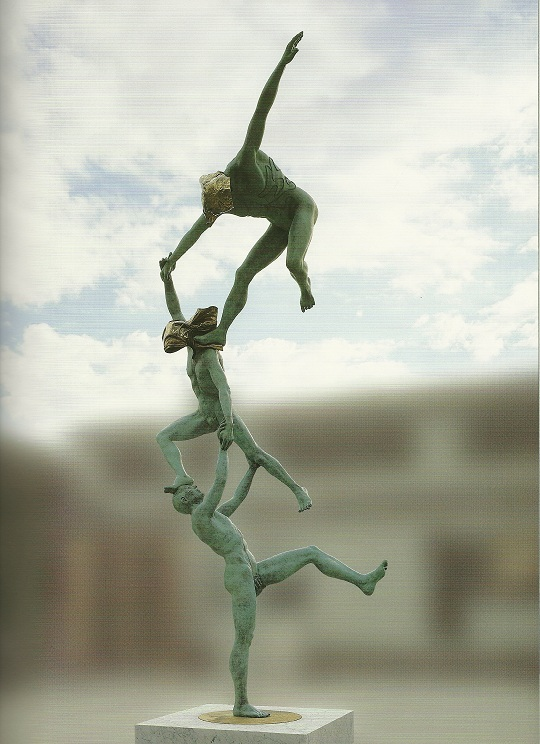
«Олимпийский дух» (2004)

### Живопись
Источники вдохновения живописных работ Анны Хроми — музыка, в особенности опера, классический балет и древние мифы. является музыка, оперы, в частности, классический танец, и древние мифы. В её картинах заметно влияние художников Венской школы фантастического реализма и других художников центральной Европы, а цвет, который иногда Анна использует и в скульптурных работах, напоминает колористику Уильяма Тёрнера. Завершив создание "Плаща сознание ", в продолжение работы всей жизни Анна написала серию полотен под общим названием «Хромология», в которой нашли отражение эмоции, цели и размышления о том, кто должен стать обладателем Премии Хроми.

#### Ранние работы

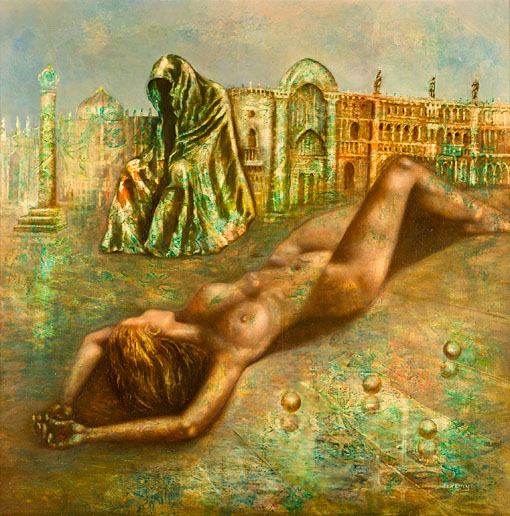
«Быть или не быть», 1982, 100 cm x 100 cm
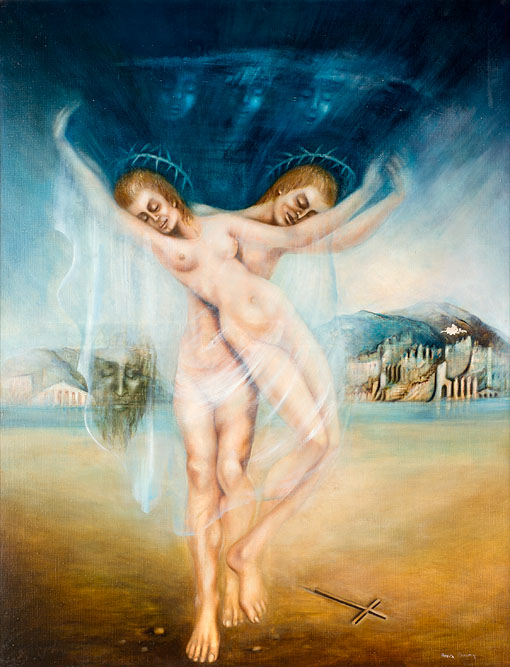
«Вечная Любовь», 1979, 90 cm x 115 cm
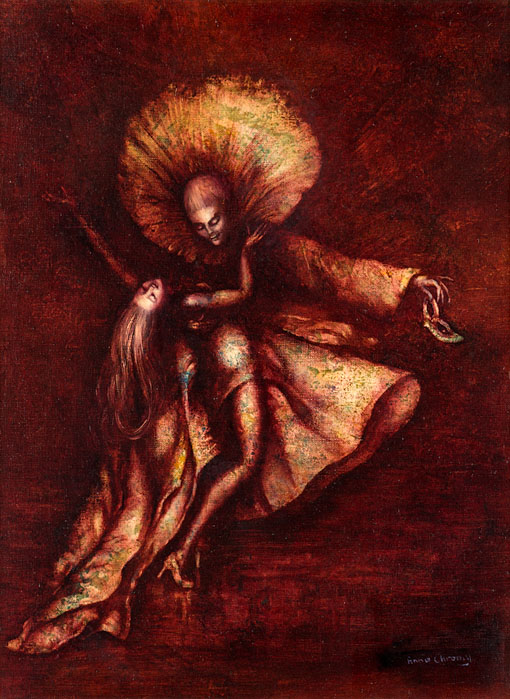
«Бал в Венеции», 1979, 45 cm x 60 cm
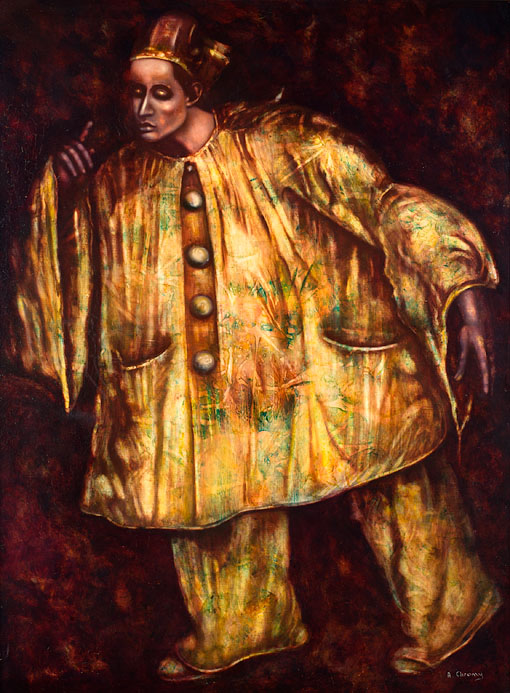
«Клоун», 1979, 95 cm x 130 cm

## Премия Хроми
В продолжение своей деятельности по распространению "искусства сознания " Анна Хроми Институт сознания — гуманитарную организацию, содействующую защите человека и окружающей среды. По этому случаю в 2008 году Анна подарила статуэтку "Плащ Мира и Сознания " Папе Бенедикту XVI. Институт сознания ежегодно вручает Премию Хроми. Лауреатом Премии Хроми в 2012 году стал Пол Уотсон. В числе номинантов 2013 года князь Монако Альбер II, Билл Гейтс, Анджелина Джоли, Даниэль Баренбойм, Джордж Сорос, Джоан Баэз, Опра Уинфри, Пауло Коэльо, Стиви Уандер и другие.

## Выставки
- Дон Жуан и Голос Бронзы (2000), Прага
- Песня Орфея (2004) Пьетразанта (Италия)
- Европа (2005) Вандомская площадь, Париж
- Переосмысленные мифы (2007), Национальный археологический музей, Афины
- Мечта Востока (2009), Пекин, Китай
- Мифы Средиземного моря (2011), Сен-Тропе, Франция
- Spiritus Mundi (2012), Фошань, Китай